# Синдон
Син Дон Хи (кор. 신동희, кит. 申東熙; род. 28 сентября 1985 года, более известный как Синдон) – южнокорейский певец, ведущий и радиоведущий. Наиболее известен как участник бойбенда Super Junior (а также Super Junior-T и Super Junior-H).

## Биография
Синдон родился 28 сентября 1985 года в Мунгёне, провинция Кёнсан-Пукто, Южная Корея. О его ранней жизни известно очень мало, поэтому многие полагали, что он единственный ребёнок в семье. У него есть младшая сестра Ан Да Ён. Синдон очень любил танцы, поэтому в 2002 году пошёл на танцевальный конкурс, где выиграл гран-при. Год спустя он снова участвовал и занял 1 место. В 2004 году Синдон присоединился к соревнованию Mnet Epi Contest, где одержал победу и получил награду за популярность. В 2005 году участвовал в молодёжном фестивале S.M, где выиграл в категории «Лучший комедиант». Он подписал контракт с S.M. Entertainment для получения дальнейших танцевальных уроков, чтобы развить свои навыки.

## Карьера

### 2005−14: Дебют с Super Junior, Super Junior-T и Super Junior-H

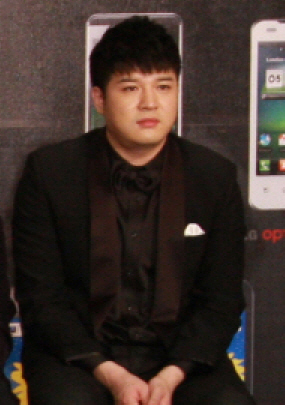
Синдон на пресс-конференции LG, 2011 год

Через несколько месяцев после подписания контракта, Синдон стал участником Super Junior’05, первого поколения Super Junior. На тот момент группа являлась самой большой по количеству участников на корейской сцене. Они дебютировали 6 ноября 2005 года на музыкальном шоу Popular Songs (ныне Inkigayo) с синглом «TWINS». Дебютный студийный альбом Twins был выпущен 5 декабря, и по итогам продаж за первый месяц занял третье место в корейском альбомном чарте. Через несколько дней после дебюта Синдон стал МС шоу M!Countdown с Итхыком и Канином. Они вели шоу вплоть до 27 марта 2008 года (в середине 2006 года Канина заменили Ынхёком).
В марте 2006 года S.M. Entertainment начали выбирать участников для следующего поколения Super Junior, но после добавления Кюхёна агентство отказалось от идеи ежегодной смены состава, и из названия убрали суффикс «05». 7 июня была выпущена CD-версия сингла «U», который был самым успешным релизом группы вплоть до выпуска «Sorry, Sorry» в 2009 году.
23 февраля 2007 года вместе с Итхыком, Хичхолем, Канином, Сонмином и Ынхёком дебютировал в подгруппе Super Junior-T, исполняющей песни в стиле трот. В июле состоялся выход фильма «Нападение на золотых мальчиков», где все участники исполнили главные роли, что ознаменовало дебют Синдона в кино. В 2008 году дебютировал в подгруппе Super Junior-H, а также сыграл второстепенную роль в дораме «Влюблённый отец-одиночка» и участвовал в записи саундтрека.
С 2009 года Синдон, Итхык и Ынхёк являлись постоянными ведущими шоу «Сильное сердце»; 28 марта 2012 года S.M. Entertainment объявили об уходе Синдона с поста МС. 27 сентября 2011 года с Йесоном и Ынхёком заменил Хичхоля на выступлении Ким Чанхуна с синглом «Breakups are So Like Me».
В августе 2014 года Синдон последний раз принял участие в камбэке Super Junior с седьмым студийным альбомом Mamacita до того, как отправился на службу в армию.

### 2017−настоящее время: Возвращение к деятельности
В марте 2017 года Синдон принял участие в съёмках шоу «Закон Джунглей» в Новой Зеландии, что стало его первой деятельностью на ТВ после демобилизации. В том же году вернулся в состав Super Junior для камбэка с восьмым студийным альбомом PLAY, выход которого состоялся в день 12-летия со дня дебюта.

## Личная жизнь

### Авария
Ранним утром 19 апреля 2007 года Итхык, Синдон, Ынхёк и Кюхён стали пострадавшими в результате автомобильной аварии, произошедшей во время возвращения со съёмок шоу «Super Junior Kiss the Radio». Передняя левая шина фургона лопнула, из-за чего он врезался в ограждение и перевернулся на правый бок. Синдон и Ынхёк отделались синяками и царапинами, в то время как Кюхён пострадал тяжелее всех остальных: у него были сломаны бедро и рёбра, а также развился пневмоторакс из-за ребра, пронзившего лёгкое. Он четыре дня провёл в состоянии комы. Итхыку же пришлось наложить 170 швов.

### Служба в армии
5 ноября 2014 года S.M. Entertainment объявили, что Синдон заступит на обязательную военную службу 25 ноября. Однако, из-за проблем со спиной, начало службы пришлось отложить на следующий год.
24 марта 2015 года Синдон официально был зачислен на военную службу в Инчхоне, на проводах не присутствовали фанаты и пресса. После 21 месяца службы он демобилизовался 23 декабря 2016 года.

### Критика
С момента начала карьеры Синдон не раз подвергался критике за свои высказывания и внешний вид. В частности, нетизены часто осуждали его за вес и за то, как он высказывался в адрес других людей такой же комплекции. В 2010 году произошёл скандал, связанный с его словами на радио. В эфир позвонила девушка, которая рассказала, что собирается похудеть перед Лунным новым годом, за что получила осуждение от своего парня. Синдон прокомментировал это следующим образом: «Лично я думаю, что если ты хочешь сбросить вес, то тебе стоит это сделать. Похудей, разве ты не можешь следить за собой. Если я так скажу, то другая часть скажет «Да кто ты такой?», а я скажу, что я парень, а ты – девушка». Публика слишком бурно отреагировала на его слова, в результате чего Синдону пришлось извиняться за то, что его не так поняли. В марте 2017 года он также говорил, что считает себя привлекательнее всех знаменитостей с похожей комплекцией, за что также получил осуждение со стороны общественности.

## Дискография
| Название    | Год  | Примечание                 |
| ----------- | ---- | -------------------------- |
| «Please»    | 2011 | Записан при участии Итхыка |
| «Marry Man» | 2017 | Записан при участии UV     |

## Фильмография
| Год  |   | Русское название               | Оригинальное название     | Роль                  |
| ---- | - | ------------------------------ | ------------------------- | --------------------- |
| 2007 | ф | Нападение на золотых мальчиков | Attack on the Pin-Up Boys | Участник Ultra Junior |
| 2010 | ф | Super Junior 3 3D              | Super Junior 3 3D         | В роли самого себя    |
| 2012 | ф | Это – Я                        | I AM.                     | В роли самого себя    |
| 2013 | ф | Super Junior 4 3D              | Super Junior 4 3D         | В роли самого себя    |

### Развлекательные шоу
| Название                              | Год     | Примечание                                           |
| ------------------------------------- | ------- | ---------------------------------------------------- |
| M!Countdown                           | 2005−08 | С Итхыком и Канином (впоследствии его заменил Ынхёк) |
| BoBoBo Ai Joa                         | 2007−09 | н/д                                                  |
| Green Apple Sound                     | 2007−08 | н/д                                                  |
| Unbelievable Outing                   | 2008    | н/д                                                  |
| Idol Show                             | 2008    | н/д                                                  |
| Miracle                               | 2009−10 | Шоу Super Junior                                     |
| Lord of the Ring                      | 2009−10 | н/д                                                  |
| Shinhwa Broadcast                     | 2012    | Участник с Super Junior                              |
| The Beatles Code 2                    | 2012    | н/д                                                  |
| Law of the Jungle in Wild New Zealand | 2017    | Участник; эпизоды 265-270                            |
| King of Mask Singer                   | 2017    | Участник; 99 эпизод                                  |

### Радиошоу
- SJ Shindong's Shim Shim Ta Pa (Stop the Boring Time) (2008−14)

## Награды и номинации
| Год                      | Премия                              | Что номинировано | Результат |
| ------------------------ | ----------------------------------- | ---------------- | --------- |
| MBC Drama Awards         |                                     |                  |           |
| 2009                     | Лучший новичок                      | н/д              | Победа    |
| SBS Entertainment Awards |                                     |                  |           |
| 2010                     | Лучший новый МС                     | Strong Heart     | Победа    |
| 2011                     | Лучший участник развлекательных шоу | Strong Heart     | Победа    |
| Melon Music Awards       |                                     |                  |           |
| 2012                     | MBC Music Star                      | Show Champion    | Победа    |
| MBC Entertainment Awards |                                     |                  |           |
| 2013                     | Награда за особые заслуги на радио  | н/д              | Победа    |